# Tribunal pénal international pour l'ex-Yougoslavie

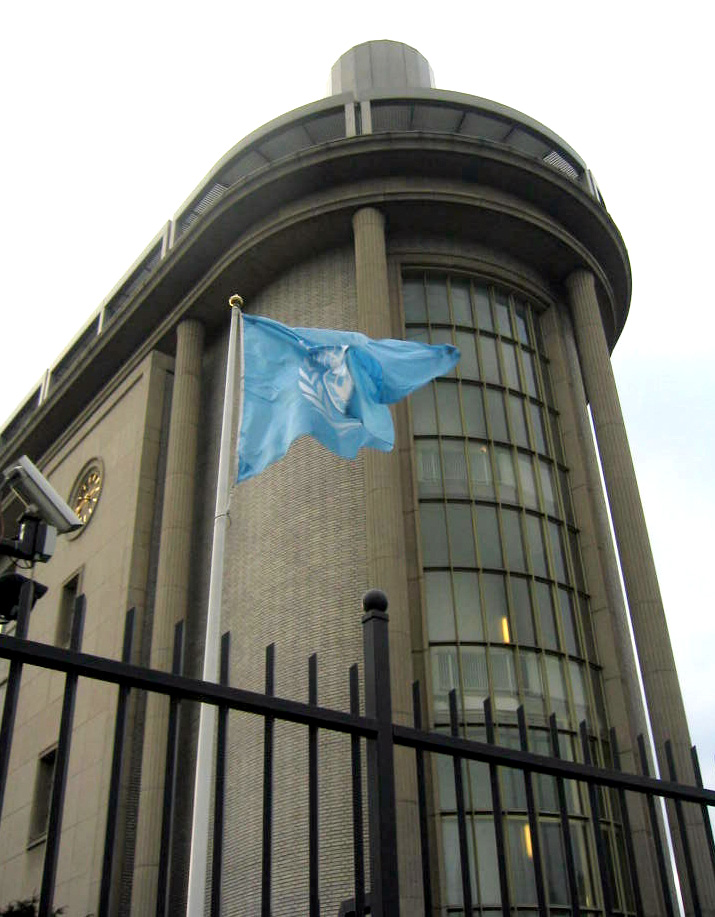
Le bâtiment du tribunal, à La Haye.

Le Tribunal pénal international pour l'ex-Yougoslavie (TPIY) est une juridiction instituée le 25 mai 1993 par la résolution 827 du Conseil de sécurité de l'Organisation des Nations uniesafin de poursuivre et de juger les personnes s'étant rendues coupables de violations graves du droit international humanitaire sur le territoire de l'ex-Yougoslavie à compter du 1er janvier 1991, c'est-à-dire durant les guerres de Yougoslavie (guerre de Croatie, guerre de Bosnie-Herzégovine et guerre du Kosovo), conformément aux dispositions de ses statuts. Son siège est situé à La Haye (Pays-Bas).
Depuis la tenue de sa toute première audience, le 8 novembre 1995 (à l’encontre de Dragan Nikolić, un commandant du camp de Sušica en Bosnie-Herzégovine orientale, inculpé de crimes commis contre des non Serbes en 1992), le Tribunal a mis en accusation 161 personnes. Après les arrestations de Slobodan Milošević, le 1er avril 2001 et de Radovan Karadžić, le 21 juillet 2008, en 2011, il ne restait que deux accusés en fuite : Goran Hadžić et Ratko Mladić, faisant de Goran Hadžić le dernier fugitif recherché par le TPIY. Goran Hadžić fut finalement arrêté à son tour le 20 juillet 2011.
Le TPIY a établi la responsabilité pénale individuelle pour quatre catégories majeures de crimes : les violations graves des Conventions de Genève, les violations des lois ou coutumes de la guerre, les crimes contre l’humanité et le crime de génocide. Ces infractions ont été jugées dans un contexte marqué par le nettoyage ethnique, les déportations, les exécutions de masse et les violences sexuelles.
Ce tribunal a représenté une avancée fondamentale dans l’histoire de la justice pénale internationale. Il a jeté les bases d’une jurisprudence durable en matière de lutte contre l’impunité pour les crimes les plus graves. Malgré certaines critiques, il demeure une référence incontournable dans l’évolution du droit international.
Le TPIY est dissous le 31 décembre 2017 et ses missions résiduelles, notamment le contrôle de l'application des peines et l'examen des procédures d'appel depuis le 1er juillet 2013, sont transférées au Mécanisme international appelé à exercer les fonctions résiduelles des Tribunaux pénaux (IRMCT).

## Histoire

### Création du Tribunal
Le projet de création du Tribunal pénal international pour l’ex-Yougoslavie (TPIY) est adopté à l’unanimité par le Conseil de sécurité des Nations unies, à travers la résolution 808, en date du 22 février 1993.

#### Circonstances de la création du TPIY
Ce n’est qu’à partir d’août 1992 que l’opinion publique internationale prend pleinement conscience de l’ampleur des atrocités commises en ex-Yougoslavie, notamment à travers des révélations diffusées dans la presse américaine. Face à l’émoi suscité, le Conseil de sécurité appelle alors les États, ainsi que les organisations intergouvernementales et non gouvernementales, à lui transmettre toutes les informations disponibles sur les crimes en cours.
Pendant ce temps, deux projets prennent forme :
- un projet italien et français qui veut l’indépendance du Tribunal pénal ; ce projet est porté et soutenu par Roland Dumas (avec Pierre Truche, procureur général près la Cour de cassation)[8] ; selon les confidences ensuite recueillies (en 1998) par Pierre Hazan (ancien journaliste suisse, écrivain et expert en médiation des conflits armés, membre du Centre pour le dialogue humanitaire) auprès de R. Dumas, si la France a alors proposé et porté ce tribunal, c'était à la fois pour créer un bouclier pour se protéger elle-même (afin d'éviter toute accusation ultérieure de complicité des crimes commis par les bosno-serbes), et pour créer une épée de Damoclès visant à freiner ou stopper les violations graves du droit international humanitaire sur le territoire de l'ex-Yougoslavie[9] (exactions commises à compter du 1er janvier 1991, lors des guerres de Yougoslavie (guerre de Croatie, guerre de Bosnie-Herzégovine et guerre du Kosovo).
- un projet russe et américain qui place le Tribunal sous autorité du Conseil de sécurité de l'ONU, sans indépendance propre.

Le Conseil reçut ces deux projets et préféra le premier. Il adopta à l'unanimité, le 22 février 1993, la résolution 808 par laquelle il décida la création d’un Tribunal indépendant. Mais le statut de celui-ci n’avait pas encore été voté.
C’est le 25 mai 1993 que le Conseil adopte la résolution 827, qui entérine le rapport S/25704 du Secrétaire général des Nations unies. Ce document contient le Statut du Tribunal, qui est officiellement approuvé. Cette résolution marque donc la création juridique effective du TPIY, avec pour mandat de juger les personnes soupçonnées de violations graves du droit international humanitaire, commises sur le territoire de l’ex-Yougoslavie depuis le 1er janvier 1991.
Enfin, un objectif de clôture des travaux du TPIY (et du TPIR) avait été fixé à 2010, avec la possibilité de transférer certains dossiers aux juridictions nationales. Cette transition marquera l’amorce du passage vers un mécanisme juridictionnel résiduel.

### Principaux procès et condamnations
Le Tribunal pénal international pour l’ex-Yougoslavie (TPIY) a jugé certaines des plus hautes personnalités politiques et militaires impliquées dans les conflits des années 1990. Parmi les figures emblématiques figurent Slobodan Milošević, Radovan Karadžić et Ratko Mladić.
Slobodan Milošević, ancien président de la Serbie et de la République fédérale de Yougoslavie, fut le premier chef d’État en exercice inculpé par un tribunal pénal international. Il était poursuivi pour crimes de guerre, crimes contre l’humanité et génocide commis en Croatie, en Bosnie-Herzégovine et au Kosovo. Son procès, l’un des plus complexes du TPIY, s’est interrompu en 2006 à la suite de sa mort en détention, sans verdict définitif.

#### Crimes en Bosnie-Herzégovine
Le procès relatif au génocide de Srebrenica (juillet 1995) demeure l’un des plus marquants du TPIY. Ce massacre, reconnu comme un crime de génocide par le TPIY, l’IRMCT et la Cour internationale de justice, a coûté la vie à plus de 8 000 hommes et garçons musulmans bosniaques dans une zone pourtant déclarée protégée par l’ONU. Seize personnes ont été condamnées, parmi lesquelles les principaux responsables Radovan Karadžićet Ratko Mladić, tous deux condamnés à la réclusion criminelle à perpétuité. D’autres officiers de haut rang, tels que Vujadin Popović, Ljubiša Beara, Zdravko Tolimir, Radislav Krstić, Drago Nikolić ou Milorad Trbić ont également été lourdement sanctionnés pour leur rôle dans ce génocide.
L’ensemble des principaux dirigeants politiques de l’entité autoproclamée des Serbes de Bosnie ont été poursuivis par le TPIY. Radovan Karadžić, Momčilo Krajišnik et Biljana Plavšić, ont tous été condamnés, tandis que Nikola Koljević, également figure centrale de la direction politique, s’est suicidé avant d’avoir pu être jugé.
Des condamnations ont aussi été prononcées pour des crimes commis dans plusieurs régions de Bosnie-Herzégovine, notamment :
- À  Prijedor: Duško Tadić[22], Milomir Stakić[23], Duško Sikirica[24] et Darko Mrđa[25]
- Pour le siège de Sarajevo : Stanislav Galić[26]et Dragomir Milošević[27]
- À Višegrad : Milan Lukić[28] et Mitar Vasiljević[29]
- À Foča : Dragoljub Kunarac, Radomir Kovač, Zoran Vuković[30]
- À Brčko : Goran Jelisić[31]
- À Bosanski Šamac : Blagoje Simić[32]
- Dans la région de Bosanska Krajina : Radoslav Brđanin[33]
- Dans d’autres localités :Jovica Stanišić et Franko Simatović[34], Mićo Stanišić, Stojan Župljanin[35], Vidoje Blagojević, Dragan Jokić[36] et Miroslav Deronjić[37].

Ces condamnations illustrent l’ampleur des violences perpétrées contre les populations civiles, comprenant assassinats, persécutions, déportations, viols systématiques, actes de torture et traitements inhumains. Il s’agit ici des principales condamnations, sans prétendre à une liste exhaustive des personnes jugées.
Parmi les responsables croates, Jadranko Prlić, président du Conseil de défense croate (HVO) et Premier ministre de la république autoproclamée d’Herceg-Bosna, ainsi que son ancien vice-président Dario Kordić, ont été condamnés pour crimes contre l’humanité commis contre des civils bosniaques. Ont également été jugés et condamnés : commandant de l’état-major principal du HVO Slobodan Praljak, Bruno Stojić, Tihomir Blaškić, Drago Josipović, Vladimir Šantić, Mladen Naletilić, Vinko Martinović ou Miroslav Bralo.
Du côté bosniaque, certains officiers ont aussi été jugés, tels que Rasim Delić, Hazim Delić, Enver Hadžihasanović et Amir Kubura reconnus coupables de traitements inhumains infligés à des civils.
Au total, 55 Serbes, 18 Croates et 5 Bosniaques ont été reconnus coupables de crimes perpétrés sur le territoire bosnien.

#### Crimes en Croatie
Le TPIY a également jugé des responsables de la République serbe de Krajina (RSK), une entité sécessionniste autoproclamée au sein de la Croatie. Parmi les figures majeures figurent Milan Martić, président de la RSK et commandant des forces armées serbes de Croatie, Milan Babić, ont été poursuivis et condamnés pour crimes contre l’humanité, déportations, persécutions et traitements inhumains infligés aux civils croates. Goran Hadžić, le dernier président de cette entité, fut libéré pour raisons médicales et mourut l'année suivante.
Au total, pour les crimes perpétrés en Croatie, 6 Serbes ont été reconnus coupables par le TPIY.

#### Crimes au Kosovo
S’agissant des violences commises au Kosovo, plusieurs responsables serbes ont été jugés pour meurtres, déportations, actes de cruauté et persécutions dirigés contre les civils albanais donc: Nikola Šainović, Nebojša Pavković et Sreten Lukić. L’un des plus notoires, Vlastimir Đorđević, ancien haut responsable de la police serbe, a été condamné à 18 ans de prison. Deux anciens membres de l’Armée de libération du Kosovo (UÇK) Haradin Bala et Lahi Brahimaj ont également été condamnés, bien que ces décisions aient suscité un débat sur l’équilibre de la justice rendue par le tribunal.
En tout, pour les crimes commis au Kosovo, 6 Serbes, 2 Kosovars albanais et 1 Macédonien ont été reconnus coupables.

#### Reconnaissance transversale des responsabilités
Le bilan judiciaire du TPIY montre que des responsables de toutes les communautés ont été poursuivis. Bien que la majorité des condamnations concernent des responsables serbes, en particulier pour les crimes commis en Bosnie-Herzégovine, le Tribunal a également jugé et condamné des Croates, des Bosniaques et des Kosovars. Cette approche a permis de renforcer un principe fondamental du droit pénal international : la responsabilité individuelle prime sur l’appartenance ethnique ou politique.
En reconnaissant les crimes commis par l’ensemble des parties au conflit, le TPIY a cherché à dépasser les logiques de vengeance ou de justice sélective. Il a contribué à l’établissement de vérités judiciaires qui, bien que parfois contestées localement, constituent aujourd’hui une base essentielle pour toute tentative de réconciliation durable dans les Balkans.

## Compétences et attributions
Le Tribunal pénal international pour l’ex-Yougoslavie (TPIY), siégeant à La Haye, a été institué pour juger les personnes présumées responsables de violations graves du droit international humanitaire. Il est compétent pour les actes dirigés contre des personnes ou des biens protégés par les Conventions de Genève, tels que l’homicide intentionnel, la torture ou les traitements inhumains (y compris les expériences biologiques), les souffrances graves infligées intentionnellement, la destruction et l’appropriation de biens non justifiées par des nécessités militaires et exécutées de façon illicite et arbitraire sur une grande échelle, la conscription forcée de civils ou de prisonniers de guerre dans les forces ennemies, le refus du droit à un procès équitable, l’expulsion ou la détention illégale de civils, ou encore la prise d’otages.
Il peut également poursuivre les violations des lois ou coutumes de la guerre, notamment l’emploi d’armes toxiques ou conçues pour causer des souffrances inutiles, la dévastation de localités sans motif militaire, les attaques contre des zones non défendues, la destruction ou le pillage d’édifices religieux, éducatifs, culturels ou scientifiques, et le pillage de biens publics ou privés.
Le TPIY est aussi compétent pour juger les auteurs de génocide, défini comme tout acte « commis dans l’intention de détruire, en tout ou en partie, un groupe national, ethnique, racial ou religieux », ce qui inclut le meurtre de ses membres, les atteintes graves à leur intégrité physique ou mentale, leur soumission à des conditions de destruction, les mesures visant à entraver les naissances ou le transfert forcé d’enfants. Sont également punissables l’entente en vue de commettre le génocide, l’incitation directe et publique à commettre le génocide, la tentative de génocide, ainsi que la complicité . Cette définition reprend celle de l’article 2 de la Convention pour la prévention et la répression du crime de génocide de 1948.
Enfin, le Tribunal est habilité à juger les crimes contre l’humanité, commis dans un conflit armé ou non, lorsqu’ils visent une population civile. Il s’agit d’actes tels que l’assassinat, l’extermination, l’esclavage, la déportation, l’emprisonnement, la torture, le viol, les persécutions pour motifs politiques, raciaux ou religieux, ou d’autres actes inhumains similaires.
Le TPIY ne peut exercer sa juridiction que sur des personnes physiques, conformément à son statut, en vertu du principe § ratione personae, (article 6).

### Espace et temporalité de compétence
L'article 8 précise la compétence ratione loci et la compétence ratione temporis : elle s’étend respectivement au territoire de l’ancienne République fédérative socialiste de Yougoslavie (dont l’espace terrestre, l’espace aérien et les eaux territoriales), et à la période commençant au 1er janvier 1991.
Le Tribunal international a la primauté sur les juridictions nationales précise l’article 9. (À tout moment de la procédure, il peut demander officiellement aux juridictions nationales de se dessaisir en sa faveur…).

### Les responsabilités jugées par le TPIY
Selon l’article 7 de son Statut, toute personne ayant planifié, ordonné, incité, commis ou aidé à la commission d’un crime relevant des articles 2 à 5 (crimes de guerre, crimes contre l’humanité, génocide) peut être tenue pénalement responsable à titre individuel. Cette responsabilité s’applique indépendamment de la fonction occupée, y compris pour les chefs d’État ou hauts fonctionnaires. Un supérieur peut également être tenu responsable des actes de ses subordonnés s’il savait ou aurait dû savoir que ceux-ci allaient commettre un crime ou l’avaient déjà fait, sans avoir pris les mesures nécessaires pour l’empêcher ou le sanctionner. De même, l’exécution d’un ordre n’exonère pas l’accusé, sauf si le Tribunal juge que cela est compatible avec la justice.
L’article 10 rappelle le principe du Non bis in idem: nul ne peut être rejugé pour les mêmes faits s’il a déjà été jugé par le TPIY. Toutefois, une exception est prévue si une juridiction nationale a requalifié les faits ou si son jugement visait à protéger l’accusé d’une véritable responsabilité pénale. Dans ce cas, le TPIY peut reprendre les poursuites, en tenant compte de toute peine déjà purgée.

## Organisation

### Instances
Le Tribunal pénal international pour l’ex-Yougoslavie (TPIY) se composait de trois organes principaux :
- Les Chambres, composées de juges indépendants issus de différentes nationalités ;
- Le Bureau du Procureur, chargé des enquêtes et des poursuites ;
- Le Greffe, en charge du soutien administratif, logistique et juridique.

Le Tribunal comprenait deux niveaux juridictionnels :
- Trois Chambres de première instance, chacune composée de trois juges professionnels, portées exceptionnellement à cinq juges à partir de décembre 2009 dans les affaires les plus complexes ;
- Une Chambre d’appel, composée de sept juges permanents, qui statuaient également sur les appels formés contre les décisions du Tribunal pénal international pour le Rwanda (TPIR).

Les décisions étaient prises à la majorité, selon le principe du vote égalitaire, souvent résumé par la formule anglaise « one man, one vote ».

### Composition et organisation du Tribunal
Le président du Tribunal, élu parmi les juges, assumait la direction générale et la représentation institutionnelle du TPIY. Il supervisait également le fonctionnement des Chambres.

#### Le Bureau du Procureur
Le Procureur agissait en toute indépendance, sans recevoir d’instructions d’aucun gouvernement ni d’aucune autorité extérieure. Nommé par le Conseil de sécurité, il était chargé de l’instruction des dossiers et de l’exercice des poursuites pour les violations graves du droit international humanitaire commises depuis le 1er janvier 1991.
Le Procureur pouvait ouvrir une enquête d’office ou sur la base d’informations communiquées par des gouvernements, des organes des Nations unies, ou encore des organisations non gouvernementales. Il pouvait interroger les suspects, les témoins et les victimes, recueillir des preuves, et solliciter l’assistance des États pour mener à bien ses enquêtes.
Parmi les personnalités ayant exercé cette fonction figurent Richard Goldstone, Louise Arbour, Carla Del Ponte et, à partir de 2008, Serge Brammertz.

#### Le Greffe
Le Greffe, désigné par le Secrétaire général des Nations unies, assurait le soutien administratif, la gestion des dossiers, la détention des accusés, la logistique des audiences, ainsi que la protection des témoins et des victimes.

#### Les juges
Les juges étaient élus pour un mandat de quatre ans, renouvelable, par l’Assemblée générale des Nations unies, sur la base d’une liste proposée par le Conseil de sécurité. Chaque État membre ou observateur auprès de l’ONU pouvait présenter jusqu’à deux candidats. Le Conseil établissait ensuite une liste de 22 à 33 noms, en veillant à garantir une représentation équilibrée des principaux systèmes juridiques du monde.
Les juges devaient être de haute moralité, intègres, impartiaux et compétents en droit pénal, en droit international humanitaire et en droits de l’homme, et posséder les qualifications requises pour exercer les plus hautes fonctions judiciaires dans leur pays d’origine.
Les juges élisaient entre eux le président du Tribunal et adoptaient le règlement de procédure et de preuve.
La Chambre d’appel, commune au TPIY et au TPIR, garantissait la cohérence de la jurisprudence entre les deux juridictions ad hoc créées par l’ONU.

### Procédure judiciaire
Le suspect interrogé bénéficiait du droit à un traducteur et à un avocat de son choix, pris en charge par le Tribunal si nécessaire.
Lorsque le Procureur estimait les charges suffisantes, il soumettait un acte d’accusation motivé à la Chambre de première instance, qui pouvait le confirmer ou le rejeter. Une fois confirmé, la Chambre pouvait délivrer des mandats d’arrêt, d’amener ou de détention.
Le procès devait être équitable et rapide, dans le respect des droits de la défense et des droits des victimes et témoins (avec des mesures de protection telles que le huis clos ou l’anonymat). L’accusé était présumé innocent jusqu’à preuve du contraire, et avait le droit de garder le silence et de ne pas s’auto-incriminer.

### Jugement et exécution des peines
Les Chambres de première instance prononçaient les peines d’emprisonnement en audience publique, à la majorité des juges. Les peines étaient établies en fonction de la gravité des crimes et de la situation personnelle de l’accusé. Le Tribunal pouvait également ordonner la restitution des biens spoliés.
Les décisions pouvaient faire l’objet d’un appel par le condamné ou le Procureur, sur des motifs d’erreurs de droit ou de fait. La Chambre d’appel pouvait confirmer, annuler ou modifier la décision. Un fait nouveau permettait également d’introduire une demande en révision.
Les peines étaient purgées dans des États désignés par le Tribunal, parmi ceux ayant accepté d’accueillir les condamnés. L’exécution suivait les règles nationales de l’État hôte, mais restait placée sous la supervision du TPIY, notamment en ce qui concerne les demandes de grâce ou de commutation de peine.

### Coopération des États
Les États membres étaient tenus de coopérer sans délai avec le Tribunal, notamment pour l’arrestation, le transfert des accusés et l’exécution des décisions judiciaires.

### Statut et immunités
Conformément à la Convention du 13 février 1946 sur les privilèges et immunités des Nations unies, le TPIY, ses juges, le Procureur, le Greffier et leurs personnels bénéficiaient des immunités diplomatiques nécessaires à l’exercice indépendant de leurs fonctions.

## Critiques, intérêts, limites et perspectives
Les articles des statuts du TPIY font expressément référence aux « personnes présumées responsables » et non aux États, car la philosophie générale du Tribunal pénal international est de punir les responsabilités individuelles. Le TPIY recherche essentiellement les personnes de haut rang soupçonnées de porter une lourde responsabilité dans les crimes commis en ex-Yougoslavie, mais le TPI de La Haye, qui devait agir rapidement, a eu des difficultés à obtenir la coopération de certains États pour rechercher et arrêter certains accusés,.
Ce type de tribunal semble aussi être un lieu et moment important de (re)constitution de la mémoire de faits généralement cachés par les auteurs de crimes, ce qui peut aider à apaiser les tensions bloquant un vrai retour de la paix. Le problème de l'ensemble des séquelles de guerre autres qu'économiques semble ainsi pouvoir, à l'avenir, trouver à être mieux traité par le droit international, parce que moins « indicible ».
À la suite du cas du TPIY, les polémologues et spécialistes en victimologie suivent avec intérêt les efforts du TPIR et également sa contribution, par la possibilité qu'ont les victimes de parler, à aider au travail de deuil et d'apaisement des populations concernées. Certaines personnalités, groupes ou ONG environnementalistes ont évoqué l'intérêt qu'il y aurait à ce que la compétence des tribunaux internationaux puisse être étendue aux crimes contre l'environnement, en tant qu'ils peuvent être en quelque sorte considérés comme des sortes de crimes différés, contre l'humanité future.
Le manque de moyens et de juges ainsi que le temps pris par les traductions sont source de retard et de difficultés.

### Les critiques sur l’indépendance et les pressions externes
Une des critiques adressées au TPIY concerne les pressions extérieures subies par les juges ou les témoins, qui auraient pu affecter l’indépendance et l’efficacité du Tribunal.
Ramush Haradinaj, un des principaux chefs militaires des Albanais du Kosovo, a été acquitté après qu’une série d’obstacles majeurs ont entravé le bon déroulement de son procès. Neuf témoins, dont trois placés sous la protection de la Mission d'administration intérimaire des Nations unies au Kosovo (MINUK), qui devaient témoigner contre lui, ont été assassinés ou sont morts dans des circonstances suspectes.
Une autre critique repose sur les pressions externes exercées sur les juges et les témoins. Selon l’ancienne procureure du Tribunal Carla Del Ponte, « certains juges du Tribunal pour l'ex-Yougoslavie avaient peur que les Albanais viennent eux-mêmes s'occuper d'eux »,.
Porte-parole et conseillère du Tribunal pénal international pour l'ex-Yougoslavie (TPIY), Florence Hartmann a été le témoin d’un affrontement permanent en coulisses entre les exigences de la justice internationale et les intérêts politiques des États. Elle relate cette lutte dans son ouvrage "Paix et châtiment. Les guerres secrètes de la politique et de la justice internationales", où elle « dresse le portrait d'une procureure, seule contre tous, confrontée à la résistance des États et de leurs multiples relais, à l'intérieur comme à l'extérieur du tribunal ». Dans ce livre, elle dénonce l’obstruction, notamment de la part des grandes puissances, qui ont freiné à plusieurs reprises le travail du Tribunal, notamment en refusant de livrer les principaux accusés du génocide. Elle écrit : « Pendant plus d’une décennie, les grandes puissances dont les forces sont déployées en Bosnie-Herzégovine ont joué à cache-cache avec Radovan Karadžić et Ratko Mladić, les deux principaux accusés en fuite du TPI. Devant l’injustifiable, elles ont étouffé la critique, développé des stratégies de propagande et contré implacablement les magistrats du TPI. Sans jamais revenir sur leur refus de remettre à la justice les responsables du génocide de Srebrenica. » .
Le 14 septembre 2009, Florence Hartmann a été condamnée par le TPIY pour « divulgation d'informations concernant des décisions confidentielles du TPIY ». Des informations qui, selon elle, auraient permis de prouver l'implication de la Serbie dans les événements de Srebrenica,. La question se pose alors de la compatibilité de cette condamnation avec les règles de procédure du Tribunal, ainsi qu'avec la Convention européenne des droits de l’homme.
En 2010, une enquête a été ouverte sur des pressions (chantage, menaces, pot-de-vin etc.) de la part du tribunal, notamment son procureur Carla Del Ponte, sur les témoins à charge lors du procès de Vojislav Šešelj.
Vojislav Šešelj, dirigeant du Parti radical serbe et figure de proue de l’extrême droite en Serbie, a été acquitté des accusations de crimes contre l’humanité portées contre lui par le TPIY. Il avait notamment organisé et envoyé des groupes paramilitaires depuis la Serbie vers la Bosnie, qui ont commis de nombreuses atrocités. Au cours de son procès, Šešelj a été reconnu à plusieurs reprises coupable d’outrage au Tribunal pour avoir publié l’identité de témoins protégés. Certains d’entre eux ont ensuite été victimes de menaces ou d’intimidations de la part de ses partisans,.
Ce cas a soulevé de vives interrogations sur la capacité du Tribunal à garantir la sécurité des témoins et à maintenir son autorité, notamment face à des figures bénéficiant d’un fort soutien politique ou nationaliste.

### Les acquittements controversés et critiques du TPIY
Certains représentants du nationalisme serbe ont critiqué le Tribunal pénal international pour l’ex-Yougoslavie (TPIY), estimant que celui-ci aurait exercé une forme de justice sélective à leur encontre. Ils ont soutenu que toutes les parties au conflit avaient commis des crimes, en plaçant sur un même pied d’égalité agresseurs et défenseurs, présentés comme de simples « belligérants » — une lecture parfois reprise, par certains officiers internationaux. Dans cette optique, le cas de Naser Orić, commandant des forces bosniaques chargées de la défense de l’enclave de Srebrenica, est fréquemment cité. Lors du siège de la ville par les forces serbes, Orić aurait supervisé ou permis des raids contre des villages serbes voisins, dans un contexte de pénurie extrême, dans le but de se procurer des vivres. Des exactions ont alors été commises à l’encontre de civils serbes. Le TPIY a cependant acquitté Orić, concluant que les éléments présentés ne permettaient pas d’établir sa responsabilité directe dans ces actes, généralement commis de manière désorganisée par des civils affamés, ou des combattants isolés. Le tribunal a également souligné que, tant par leur ampleur que par leur nature, ces violences ne pouvaient être assimilées au génocide de Srebrenica perpétré en juillet 1995 par les forces serbes,.
Ante Gotovina, un général croate accusé de crimes contre l'humanité sur les Serbes de Croatie, qui dans un premier temps fut condamné à 24 ans de prison a été libéré en appel, en novembre 2012, provoquant l'incompréhension et le doute sur la crédibilité du Tribunal,.
En 2012, David Harland publie une tribune intitulée "Selective Justice for the Balkans" dans laquelle il soutient que les récents acquittements de croates (Ante Gotovina, Mladen Markac) et de kosovars (Ramush Haradinaj) démontrent le biais du tribunal en la faveur des « amis de l'Occident ». En réponse, une chercheuse en science politique indique que le but de la juridiction n'est pas « de rendre la justice, pour les torts passés, de manière égale vis-à-vis de "toutes les parties" ou de favoriser la réconciliation, mais d'évaluer soigneusement chaque cas d'espèce en fonction de leurs propres caractéristiques ». Ainsi, « nous devons juger le travail du tribunal par rapport à son expertise juridique et non en fonction des résultats politiques que nous souhaitons ».
Momčilo Perišić, ancien chef d’état-major de l’armée yougoslave, a été condamné en 2011 à 27 ans de prison pour avoir « aidé et encouragé » l’armée des Serbes de Bosnie dans la commission de crimes contre les musulmans de Bosnie, notamment des meurtres et des persécutions. Il avait fourni du personnel, des armes et un soutien logistique aux forces serbes de Bosnie et de Croatie issues des entités serbes autoproclamées, en sachant que ces ressources seraient utilisées pour commettre des crimes,.
En 2013, il a été acquitté en appel̺,. Le TPIY a estimé qu’il n’existait « aucune preuve que l’assistance logistique, matérielle ou humaine qu’il avait fournie aux forces serbes de Bosnie et de Croatie visait spécifiquement à commettre des crimes », l’exonérant ainsi de toute responsabilité pénale. Pour certains observateurs, cet arrêt a établi une norme juridique controversée, susceptible de protéger à l’avenir les soutiens politiques ou militaires à des groupes armés, même en cas de crimes avérés — notamment dans des contextes comme la Syrie, la Libye ou le Soudan —, et de décourager les poursuites contre les hauts responsables indirectement impliqués.
Comme l'ont noté plusieurs commentateurs, « cet acquittement signifie qu’aucun haut responsable militaire yougoslave n’aura finalement été condamné par le TPIY pour des crimes commis en Bosnie lors des conflits qui ont déchiré l’ex-Yougoslavie au début des années 1990 ».
En 2013, les anciens responsables de la Sécurité d’État Serbie, Jovica Stanišić et Franko Simatović, sont acquittés par le TPIY. Pourtant, leurs actions témoignaient de l’implication importante de la Serbie dans les conflits en Bosnie-Herzégovine et en Croatie — un lien que le Tribunal n’a pas souhaité établir de manière explicite. Contrairement à Vojislav Šešelj, qui jouait principalement un rôle de propagandiste et de recruteur de volontaires pour les groupes paramilitaires, Stanišić et Simatović occupaient une position nettement plus stratégique : ils étaient chargés de l’organisation, de la coordination, de l’armement et de la formation de ces forces. Ils ont notamment supervisé la création d’unités spéciales telles que les « Bérets rouges », Scorions et les Garde des volontaires serbes (plus connus sous le nom de "Tigres d’Arkan"), mettant en place des centres de formation destinés à encadrer ces groupes ainsi que d’autres milices engagées dans les conflits.
Le Tribunal a néanmoins conclu que ces unités n’avaient pas reçu d’« instructions spécifiques » pour commettre des crimes, ce qui a suscité une vive controverse. Des personnalités telles que Florence Hartmann, Nataša Kandić ou Sonja Biserko ont dénoncé une jurisprudence qui, selon elles, épargnait les planificateurs et architectes de la violence au profit d’une focalisation quasi exclusive sur les exécutants.
Toutefois, au terme du procès le plus long de l’histoire du Tribunal, ils ont été condamnés en 2021 à 12 ans de prison, une décision qui a reconnu la participation directe de la Serbie dans les guerres de Bosnie et de Croatie,,.
Rejugés par le Mécanisme international appelé à exercer les fonctions résiduelles des Tribunaux pénaux (MTPI), ils ont finalement été condamnés en 2023 à 15 ans de prison, corrigeant partiellement ce que beaucoup considéraient comme l’un des échecs les plus notables du TPIY. Ils demeuraient les seuls représentants de l’État serbe condamnés pour des crimes de guerre et crimes contre l’humanité commis en Bosnie et en Croatie.
Le 31 mars 2016, l’acquittement de Vojislav Šešelj par le TPIY a suscité une vague de critiques, d’autant plus qu’il avait été qualifié de membre d’une entreprise criminelle commune dans le verdict rendu contre Radovan Karadžić une semaine auparavant. Les juges ont estimé que Šešelj n’était pas le « chef hiérarchique » des milices de son parti politique, et qu’il ne pouvait donc être tenu pénalement responsable des crimes commis par celles-ci. Ils ont également affirmé que « la propagande d’une idéologie nationaliste n’est pas en soi criminelle ».
Pendant la durée des procès, les dirigeants actuels de la Serbie se sont retrouvés dans une position particulièrement délicate, ayant eux-mêmes appartenu au Parti radical serbe (SRS), fondé par Šešelj en 1991. Tomislav Nikolić, tout comme Aleksandar Vučić, avaient fait partie du groupe d’experts désigné par ce parti pour contribuer à sa défense devant le Tribunal de La Haye. Leur proximité passée avec Šešelj faisait craindre d’éventuelles révélations compromettantes sur les activités menées durant les années de guerre.

Ce jugement, survenant après les acquittements de Momčilo Perišić, Jovica Stanišić et Franko Simatović, a renforcé l’idée que le Tribunal hésitait à condamner les responsables politiques et militaires de Serbie pour les crimes commis en Bosnie et en Croatie, révélant une certaine incohérence dans sa jurisprudence.

### La question de la compétence du TPIY
La question de la compétence du Conseil de sécurité à créer ce tribunal a été posée.
En effet, seul le chapitre VII de la Charte de l’ONU, qui fait référence à des situations qui créent une menace contre la paix et la sécurité internationales, justifie l’intervention du Conseil de sécurité, et les articles de ce chapitre ne font pas spécialement référence à un système pénal qui pourrait être mis en place. De plus, l’article 29 dispose que « le Conseil de sécurité peut créer les organes subsidiaires qu’il juge nécessaires à l’exercice de ses fonctions ». Or le Tribunal est un organe indépendant.
L’article 41 du chapitre VII autorise le Conseil de sécurité « à décider quelles mesures n’impliquant pas l’emploi de la force armée doivent être prises », il peut donc suffire à créer un tribunal. Comme le Conseil de sécurité a constaté que « la prolongation de la situation en ex-Yougoslavie crée une menace contre la paix et la sécurité internationales », le chapitre VII devient « utilisable ».

### Les débats sur l’indépendance du TPIY
L'indépendance du tribunal est aussi parfois critiquée, ses détracteurs lui reprochant d'être financé — et donc d'une certaine sorte contrôlé — par l'OTAN. L'allocution du porte-parole de l'OTAN lors de la campagne de bombardement de 1999, Jamie Shea, prononcée lors d'une conférence de presse à Bruxelles, est par exemple souvent citée comme une preuve de collusion entre l'OTAN et le TPIY. Jamie Shea déclara notamment :
« Je crois que la juge Louise Arbour commencera ses investigations quand on le lui permettra. Ce n'est pas Milosevic qui lui a donné son visa pour aller au Kosovo. Si, comme nous le souhaitons, elle bénéficie d'un accès libre, ce sera grâce à l'OTAN, qui est une organisation amie du tribunal et qui a détenu les personnes accusées de crimes de guerre en Bosnie. […] Les pays de l'OTAN sont ceux qui ont fourni les fonds pour créer le tribunal – nous sommes surtout des financiers – et bien sûr pour former une seconde chambre, de telle sorte que les jugements puissent être accélérés, aussi laissez-moi vous assurer que nous et le tribunal sommes unis dans cette affaire : nous voulons voir les criminels de guerre traînés en justice et je suis sûr que quand Louise Arbour ira au Kosovo et examinera les faits, elle accusera des Yougoslaves, et personne d'autre me semble-t-il pour l'instant. »

### La création du TPIY sans l’Assemblée générale: enjeux juridiques
Ce sont surtout les pays du tiers-monde qui se sont montrés en désaccord avec le fait que seul le Conseil de sécurité décide de la création de ce Tribunal. Ils ont insisté pour que l’Assemblée générale soit associée d’une manière ou d’une autre à cette création.
La plupart de ces pays ont en effet demandé que le statut du Tribunal soit également soumis au vote de l’Assemblée. Les membres du Conseil n’ont pas satisfait à cette demande. On peut penser que c’est à cause du temps qu’aurait pris le vote, surtout si les membres de l’Assemblée avaient voulu apporter des modifications au statut, le projet aurait dû être revu et cela aurait donc retardé la mise en place du Tribunal.
Cependant, c’est à l’Assemblée générale de choisir les juges qui le composent et de voter son budget, ce qui lui donne un pouvoir de contrôle non négligeable sur son fonctionnement.
Il semble que la création du Tribunal par l’Assemblée générale ou par un traité aurait posé plus de problèmes. En effet, l’Assemblée générale a la compétence de créer un organe judiciaire mais elle ne peut pas imposer aux États d’y avoir recours, elle peut seulement le leur « recommander ». Seule l’intervention du Conseil permettait d’imposer aux États la remise des accusés et la collaboration avec le procureur pour la recherche des preuves.
Si le tribunal avait dû être créé par un traité, les États directement concernés auraient dû le ratifier également, sinon la création n’aurait pas eu de raison d’être. Le refus des Républiques d’ex-Yougoslavie aurait donc été fatal au Tribunal et à l’envie mondiale de juger les personnes présumées responsables de crimes. Mais la principale raison était qu’il eût fallu beaucoup de temps pour obtenir un nombre suffisant de ratifications et le but du TPIY était de rétablir la paix en ex-Yougoslavie au plus vite.

### Perception dans les sociétés post-conflit
Le TPIY a suscité des réactions contrastées selon les communautés issues des conflits. En Serbie, et plus particulièrement dans la Republika Srpska, il est fréquemment perçu comme biaisé, voire « anti-serbe », en raison du nombre élevé de personnes d’origine serbe jugées. Ces critiques vont parfois jusqu'à la négation des crimes établis par les jugements, y compris ceux reconnus comme crimes contre l’humanité ou génocide, comme dans le cas de Srebrenica,.
Cette perception occulte toutefois que, selon les estimations les plus reconnues, environ 90 % des crimes commis durant la guerre de Bosnie ont été perpétrés par des forces serbes, ce qui explique en grande partie la prédominance des accusés serbes devant le Tribunal.
À l’inverse, dans les sociétés bosniaque, croate et kosovare, le Tribunal est globalement perçu comme un instrument essentiel de justice, bien que critiqué pour la lenteur de ses procédures et certaines décisions controversées. L’arrestation tardive de Radovan Karadžić et Ratko Mladić, condamnés à la réclusion à perpétuité plus de vingt ans après les faits, a illustré à la fois les limites et les avancées du processus judiciaire international.
Ces perceptions divergentes reflètent les tensions persistantes autour de la mémoire des conflits et les obstacles à une réconciliation durable dans les Balkans.

### Légitimité du TPIY dans le droit international et aux yeux des parties prenantes
Un long débat, qui n'est pas encore terminé, a opposé les partisans et les opposants à ce tribunal. Si l'idée qu'un crime contre une population doit être puni est partagée, la question se pose en ce qui concerne les conflits pour lesquels cette règle sera appliquée. Ainsi, il est notable de constater que certains ont très largement critiqué ce tribunal, en demandant, puisque des crimes devaient être jugés, de s'intéresser au génocide des Amérindiens, aux guerres d'Indochine, du Viêt Nam, d'Algérie, etc.
Par ailleurs, pareil tribunal n'a pas été institué pour juger des militaires américains qui auraient commis des crimes en Afghanistan ou en Irak.

## Bilan et héritage du Tribunal
Le Tribunal pénal international pour l’ex-Yougoslavie (TPIY) se distingue fondamentalement du tribunal de Nuremberg : ce ne sont pas les vainqueurs d’un conflit qui ont décidé de juger les responsables, mais bien la communauté internationale, réunie sous l’égide des Nations unies.
La condamnation de Ratko Mladić en 2017 marque symboliquement la fin de son activité judiciaire. Peu après, le tribunal ferme définitivement ses portes,.
Sur le plan judiciaire, sa mission peut être considérée comme accomplie : sur les 161 personnes mises en accusation, 93 ont été condamnées – parmi elles, 67 Serbes, 18 Croates, 5 Bosniaques, 2 Kosovars et 1 Macédonien. Par ailleurs, 18 accusés ont été acquittés, 13 dossiers transférés à des juridictions nationales, et dans 37 cas, les procédures ont été interrompues du fait de décès ou de retrait des charges.
Slobodan Milošević, accusé d’avoir été l’un des principaux responsables des guerres en ex-Yougoslavie, poursuivi pour crimes de guerre, crimes contre l’humanité et génocide, n’a cependant jamais été jugé jusqu’au bout : il est mort en détention en 2006, avant la fin de son procès, laissant ainsi le plus important acteur de ces conflits sans verdict définitif.
Même si son action n’a pas été exempte de critiques — décisions controversées, perceptions de partialité, influences politiques présumées, longueur de certaines procédures — le TPIY a néanmoins atteint son objectif fondamental : traduire en justice les principaux responsables des crimes de guerre, des crimes contre l’humanité et des actes de génocide commis lors des conflits en ex-Yougoslavie. Ses travaux ont permis de documenter les faits, de faire émerger des vérités judiciaires et d’éviter que ces crimes ne tombent dans l’oubli.
Son héritage dépasse les Balkans : le Tribunal a ouvert la voie à la création de juridictions pénales internationales pérennes, telles que la Cour pénale internationale (CPI). Parallèlement, un organe spécifique, le Mécanisme pour les tribunaux pénaux internationaux (IRMCT), a été instauré pour terminer les procédures judiciaires encore en cours au moment de la fermeture du TPIY. Il a ainsi contribué à jeter les fondations d’un droit pénal international moderne, fondé sur la responsabilité individuelle, la lutte contre l’impunité et la reconnaissance des victimes.
Si la justice internationale a établi un cadre légal et mémoriel, l’appropriation de ses verdicts par les sociétés concernées reste inégale. Dans certaines communautés, le rejet des jugements, la persistance de discours révisionnistes, voire la glorification de criminels condamnés,, freinent un véritable apaisement. La négation du génocide de Srebrenica, pourtant reconnu par le TPIY et la Cour internationale de justice, demeure particulièrement répandue en Republika Srpska et en Serbie,. Cette négation, combinée au refus d'assumer collectivement les crimes commis, constitue un obstacle majeur à la réconciliation durable et à la construction d’une mémoire commune du conflit.
En définitive, le TPIY a posé les bases de la justice pénale internationale contemporaine. Il revient désormais aux sociétés des Balkans, avec le soutien d’acteurs politiques, éducatifs et civiques, de faire vivre cette mémoire, d’en accepter les conclusions, et de construire une paix durable fondée sur la vérité, la reconnaissance mutuelle, la justice et la réconciliation,.

## Documentaire
- 2021 : Ex-Yougoslavie, les procès du Tribunal pénal international réalisé par Lucio Mollica.

### Critiques
- Florence Hartmann, « Comment les archives éclairant le rôle de la Serbie de Milošević dans le génocide en Bosnie-Herzégovine ont été soustraites à la connaissance du public », association Sarajevo, 27 janvier 2008.
- TPI, Comité de surveillance de l'OTAN.
- (en) "NATO says The Hague Tribunal (or ICTY) belongs to NATO. The Tribunal says they and NATO are Partners."